# Юрчишин Василь Володимирович
Васи́ль Володи́мирович Юрчи́шин (1955, Кам'янець-Подільський) — український учений. Кандидат фізико-математичних наук (1989). Доктор наук з державного управління (2003).

## Біографічні відомості
1977 року закінчив факультет кібернетики Київського університету.
У 1977—1993 роках працював у Київському університеті на посадах інженера, наукового та старшого наукового співробітника.
У 1994—1999 роках — головний дослідник з економічних питань Міжнародного центру перспективних досліджень, Фонду розвитку банківської справи і фінансів.
У 1999—2004 роках — доцент кафедри економічної політики Української (нині Національної) академії державного управління при Президентові України. Одночасно у 1999—2004 роках — директор із досліджень Агентства гуманітарних технологій, потім Агенції соціального проектування, а також у 2002—2003 роках — радник Міністра економіки України.
Від квітня 2004 року — професор кафедри економічної політики Національної академії державного управління при Президентові України.
Від червня 2005 року — директор економічних програм Українського центру економічних і політичних досліджень імені Олександра Разумкова.
Докторська дисертація «Стабілізаційна економічна політика в Україні в епоху глобалізації» (2003) .